# ميخائيل ك. كينيدي
ميخائيل ك. كينيدي (بالإنجليزية: Michael K. Kennedy)‏ هو محامي وسياسي أمريكي، ولد في 30 أكتوبر 1939 في نيو هامبتون في الولايات المتحدة. حزبياً، نشط في الحزب الديمقراطي. وقد انتخب عضو مجلس نواب ولاية ايوا.